# 安德魯·傑克遜 (阿拉巴馬州)
安德魯·傑克遜（英語：Andrew Jackson）是位於美國阿拉巴馬州塔拉普薩縣的一個非建制地區。該地的面積和人口皆未知。

## 地理
安德魯·傑克遜的座標為32°57′25″N 85°52′41″W / 32.95694°N 85.87806°W，而該地的平均海拔高度為163米（即535英尺）。